# 너에게 나를 보낸다 2
"너에게 나를 보낸다 2"는 한국에서 제작된 김봉은 감독의 2001년 에로 영화이다. 허성호 등이 주연으로 출연하였다.

## 출연

### 주연
- 허성호
- 박수정

### 조연
- 김현민
- 황혜경
- 김형식
- 맹찬재
- 홍기영

## 기타
- 조명: 정문협
- 붐어시스턴트: 유명종
- 붐어시스턴트: 정진수
- 붐어시스턴트: 윤호현